# هبييلة (بني فتح)
هبييلة هو دُوَّار يقع بجماعة بني افتح، إقليم تازة، جهة فاس مكناس في المملكة المغربية. ينتمي الدوّار لمشيخة بني فتح التي تضم 4 دواوير. يقدر عدد سكانه بـ 1822 نسمة حسب الإحصاء الرسمي للسكان والسكنى لسنة 2004.

## روابط خارجية
- البوابة الوطنية للجماعات الترابية
- المندوبية السامية للتخطيط